# Seneca (Dakota del Sur)
Seneca es un pueblo ubicado en el condado de Faulk en el estado estadounidense de Dakota del Sur. En el Censo de 2010 tenía una población de 38 habitantes y una densidad poblacional de 35,02 personas por km².

## Geografía
Seneca se encuentra ubicado en las coordenadas 45°3′39″N 99°30′33″O / 45.06083, -99.50917. Según la Oficina del Censo de los Estados Unidos, Seneca tiene una superficie total de 1.09 km², de la cual 1.09 km² corresponden a tierra firme y (0%) 0 km² es agua.

## Demografía
Según el censo de 2010, había 38 personas residiendo en Seneca. La densidad de población era de 35,02 hab./km². De los 38 habitantes, Seneca estaba compuesto por el 97.37% blancos, el 0% eran afroamericanos, el 0% eran amerindios, el 2.63% eran asiáticos, el 0% eran isleños del Pacífico, el 0% eran de otras razas y el 0% pertenecían a dos o más razas. Del total de la población el 13.16% eran hispanos o latinos de cualquier raza.